# The Hound of the Baskervilles (película de 1939)
The Hound of the Baskervilles (titulada El mastín de los Baskerville en México, El perro de los Baskerville en España y El sabueso de los Baskerville en Venezuela) es una película estadounidense de 1939 dirigida por Sidney Lanfield y producida por 20th Century Fox. Es una adaptación de la novela El sabueso de los Baskerville, de Arthur Conan Doyle. Fue protagonizada por Basil Rathbone en el rol de Sherlock Holmes, Nigel Bruce como John H. Watson y Richard Greene como Henry Baskerville.

## Trama
La película comienza en los pantanos de Dartmoor (Devonshire), donde un hombre llamado Sir Charles Baskerville huye despavorido de los aullidos de un perro. Al llegar a la casa de la familia Barryman, sus mayordomos, el hombre cae al suelo y muere. Según el Dr. Mortimer (Lionel Atwill), médico de cabecera de Baskerville, el hombre murió de un paro cardíaco. Sin embargo, un hombre llamado Frankland asegura que fue asesinado. Tras la muerte de Charles Baskerville, se anuncia que Henry (Richard Greene), su sobrino y heredero, viajará desde Canadá a Inglaterra parea administrar sus bienes.
En Londres, el detective Sherlock Holmes (Basil Rathbone) y su compañero John H. Watson (Nigel Bruce) son visitados por el Dr. Mortimer, quien teme por la seguridad de Henry. Según un documento que encontró en la mansión de los Baskerville, los miembros de la familia han muerto de forma violenta durante los últimos siglos, siendo la primera víctima Hugo Baskerville, quien fue atacado por un sabueso de gran tamaño. El detective no cree en la veracidad de la leyenda, pero Mortimer le informa que la noche de la muerte de Sir Charles vio las pisadas de un perro gigantesco en el pantano.
Cuando Henry llega a Londres se producen unos eventos extraños: Mientras se dirigía a su hotel recibe un mensaje que le advertía no ir solo al pantano, y cuando caminaba por la calle fue apuntado con un arma desde un coche, el  cual huyó cuando Holmes y Watson lo persiguieron. Tras esto, Henry se dirige a Dartmoor, a la mansión de su tío, acompañado por Mortimer y Watson, dado que Holmes tenía asuntos que hacer en Londres. Aquella noche, Watson y Henry descubren que el mayordomo Barryman (John Carradine) estaba comunicándose a través de señales de vela con alguien en el pantano, por lo que deciden ir a investigar. Al llegar al lugar son atacados por un hombre, que huye inmediatamente. Mientras regresan a la mansión, Watson y Henry oyen unos aullidos.
Al día siguiente, Watson y Henry conocen a John (Morton Lowry) y Beryl Stapleton (Wendy Barrie), una pareja de hermanos que vive cerca de la mansión. Desde aquel momento, Henry se enamora de Beryl. Los Stapleton los invitan a cenar a su casa, junto a otros vecinos del lugar. La noche de la cena, la esposa del Dr. Mortimer accede a presidir una sesión de espiritismo, para intentar comunicarse con Charles Baskerville. Al preguntarle qué ocurrió la noche de su muerte, lo único que oyen son unos aullidos. 
Días después, Watson descubre que Holmes había estado en Dartmoor todo este tiempo, escondiéndose en el pantano para poder trabajar en el caso. Según el detective, la muerte de Charles Baskerville fue un asesinato, y lo mismo podría ocurrirle a Henry. Mientras se dirigen a la mansión, encuentran el cadáver del hombre que atacó a Henry y Watson hace algunas noches, quien resultó ser un convicto que había escapado de prisión y se escondía en el pantano. El hombre llevaba puesta la ropa de Henry, lo que según Holmes produjo que el sabueso lo matara. Posteriormente se revela que el prófugo era hermano de la Sra. Barryman, quien le daba comida y ropa.
Al final de la película, Holmes descubre que el asesino de Charles fue John Stapleton, un descendiente ilegítimo de los Baskerville, y siguiente en la línea hereditaria en caso de morir todos los miembros de la familia. Stapleton planeaba asesinar también a Henry, por lo que robó una de sus botas y la utilizó como señuelo para que un sabueso siguiera el olor y lo matara. La noche en que Henry y Bergyl celebran su compromiso de matrimonio, Stapleton libera al perro aprovechando que Henry camina por el pantano. Holmes y Watson logran matar al animal antes que Henry muera, y lo llevan malherido a la mansión. Allí, Holmes explica el plan de Stapleton, quien huye a través del pantano. Mientras esto ocurre, el detective concluye que no llegará muy lejos, ya que hay vigilantes en el camino y su única vía libre es a través de la ciénaga.

## Reparto
- Richard Greene ... Sir Henry Baskerville
- Basil Rathbone ... Sherlock Holmes
- Wendy Barrie ... Beryl Stapleton
- Nigel Bruce ... Dr. John H. Watson
- Lionel Atwill ... Dr. James Mortimer
- John Carradine ... Barryman
- Morton Lowry ... John Stapleton
- Eily Malyon ... Sra. Barryman
- Mary Gordon ... Sra. Hudson
- Barlowe Borland ... Frankland
- Beryl Mercer ... Sra. Jennifer Mortimer
- Ralph Forbes ... Sir Hugo Baskerville

## Producción
La película fue la primera adaptación cinematográfica del personaje Sherlock Holmes que estuvo ambientada como una obra de época. Las anteriores habían sido ambientadas durante el siglo XX, incorporando elementos como teléfonos o automóviles. El actor Basil Rathbone fue escogido para el papel de Holmes después de que el productor Samuel Goldwyn notara su parecido con el personaje mientras conversaban en una fiesta. Según Rathbone, The Hound of the Baskervilles fue su película favorita de las que trabajó como el detective, sosteniendo que "fue en esta película donde tuve la estimulante experiencia de crear, dentro de mi propio marco limitado, un personaje que me ha intrigado como cualquier otro que he interpretado".
La primera opción para dirigir la película fue Irving Cummings, pero fue posteriormente asignado a otra cinta, The Story of Alexander Graham Bell. El proyecto fue luego asumido por William Seiter, pero fue finalmente Sidney Lanfield quien asumió la dirección. Landfield no pudo rodar todas las escenas de la película, por lo que algunas debieron ser realizadas por Alfred Werker.

## Secuela
El éxito de The Hound of the Baskervilles permitió que 20th Century Fox produjera ese mismo año otra película de Sherlock Holmes, nuevamente con Basil Rathbone y Nigel Bruce en los papeles de Holmes y Watson: The Adventures of Shelock Holmes.

## Polémica
En España no fue estrenada hasta un ciclo televisivo sobre el personaje, al no ser autorizada tal vez por su alusión a la adicción a las drogas de Holmes, alusión eliminada en las copias posteriores de reestrenos y no reincorporada hasta una restauración de la cinta en 1975.